# Marko Bosznakow
Marko Bosznakow (bułg. Марко Бошнаков, ur. 1878 w Ochrydzie, zm. 15 lutego 1908 w Fezzan) – bułgarski anarchista, uczestnik macedońskiego ruchu rewolucyjnego i członek organizacji Gemidži. W Macedonii Północnej uważany jest za Macedończyka.

## Biografia
Urodził się w 1878 w Ochrydzie, w Imperium Osmańskim. Później, gdy uczył się w Męskim Gimnazjum w Salonikach, został członkiem Gemidži i brał udział w morderstwie w Salonikach.
Wynajął sklep naprzeciw Banku Osmańskiego w Salonikach, do którego wykopał tunel i podłożył pod nim dynamit. Później w tym sklepie Jordan Popjordanow odpalił zapalnik i wysadził Bank Osmański. Jest jednym z czterech członków Gemidži (Paweł Szatew, Georgi Bogdanow i Milan Arsow), którzy zostali aresztowani i postawieni przed sądem specjalnym. Wszyscy czterej zostali skazani na karę śmierci, później wyrok został złagodzony do dożywocia.
Marko Bosznakow zmarł 15 lutego 1908 w libijskiej prowincji Fezzan. Jego czaszka została sprowadzona do Macedonii dzięki Pawłowi Satewowi i Greorgi Bogdanowi. Pozostałości czaszki Marko Bosznakowa zostały umieszczone w dekorowanym drewnianym katafalku i zakopane na cmentarzu przy kościele św. Bogurodzicy Periwlepta.